# آنا یوانوویچ
 آنا یوانوویچ (انگلیسی: Ana Jovanović؛ زادهٔ ۲۸ دسامبر ۱۹۸۴) یک تنیس‌باز اهل صربستان است.